# 愛を今信じていたい
「愛を今信じていたい」は、堀ちえみの21枚目のシングル。1987年3月21日にキャニオン・レコードよりリリースされた。

## 解説
- 堀ちえみがアイドル歌手として引退前の、最後のシングル・レコードである（2年後の1989年に芸能界へ復帰）。
- 作詞は、堀の希望で秋元康が担当。
- 作曲担当は小室哲哉（小室が在籍している、TM NETWORKのアルバム『Self Control』がヒットしていた時期である）。「堀の引退を飾る曲を書いて欲しい」と渡辺有三が直々にオファーした[1]。
- B面の「Faraway」も小室の作曲。作詞は堀自身によるもの。堀が自分で書いてみたいと希望したと語っている。（CD-BOXブックレットにて）
- 小室は「あらかじめ寿命がわかっていた曲だった。普通だったらヒットすればコンサートで歌ったりするんだけど、この曲は最後の出演が終われば、そこで終わり。『死期』と言うと変だけど、そういう意味では逆に『手抜きはできないな』と気持ちが引き締まった」と振り返っている[2]。
- テレビの歌番組でも何度か歌唱された。引退直前としては、1987年3月11日のフジテレビ系『夜のヒットスタジオ』が生放送最後の出演であり、歌唱終了直後の堀は感極まって泣き崩れていた。
- 2005年、歌手活動再開後のコンサート『青春の忘れ物』では、メドレーの1曲としてダンスパフォーマンス付きで再披露された。

## 収録曲
1. 愛を今信じていたい
  - 作詞：秋元康／作曲：小室哲哉／編曲：武部聡志
2. Faraway
  - 作詞：Chiemi／作曲：小室哲哉／編曲：武部聡志

## セルフカバー
愛を今信じていたい
- 小室哲哉 （1992年、アルバム『Hit Factory』収録。タイトルは「Omoide o Okizarinishite」）